# یواس‌اس فیرفیلد (۱۸۲۸)
یواس‌اس فیرفیلد (۱۸۲۸) (به انگلیسی: USS Fairfield (1828)) یک کشتی بود که طول آن ۱۲۷ فوت (۳۹ متر) بود. این کشتی در سال ۱۸۲۸ ساخته شد.